# عترب
العُتْرُب هي شجيرة أو نوع من الأشجار الصغيرة الموجود في شمال إفريقيا، خاصة في المغرب والجزائر والشام وصقلية.